# Henry Morgan
Henry Morgan, (1635. – 25. kolovoza 1688.) Velšanin, gusario je za Englesku protiv Španjolaca u Karipskom moru. Proslavio se osvajanjem Paname - "Kraljice Tihog oceana", i jedan je od najpoznatijih gusara svih vremena.

## Životopis

### Mladost
Najstariji sin Roberta Morgana, velškog plemića i njegove supruge Njemice. O njegovoj mladosti je malo poznato. Govorio je da je kao dječak otet u Bristolu i prodan kao rob na Barbados odakle je odveden na Jamajku. No njegov ujak Edward Morgan je bio zamjenik guvernera Jamajke nakon dolaska na vlast Charlesa II. i Henry Morgan je oženio njegovu kćer, Mary. 1663. u Port Royalu se pridružio floti bukanira pod vodstvom Christophera Myngsa, i sudjelovao u ekspediciji Johna Morrisa koja je opljačkala španjolska naselja Vildemos, Trujillo i Granadu.
1666. zapovjedao je brodom u ekspediciji Edwarda Mansfielda kada su preoteli Španjolcima otoke Old Providence i Santa Catalina. Nedugo nakon toga Mansfield je zarobljen i ubijen od Španjolaca a bukaniri su jednoglasno izabrali Morgana kao admirala.

### Gusarska karijera
1668. ovlašten je od Thomasa Modyforda, guvernera Jamajke, da zarobi nekoliko Španjolaca s Kube kako bi saznali španjolske planove za napad na Jamajku. Sakupivši 10 brodova i 500 ljudi Morgan se iskrcao na Kubi te zarobio i opljačkao grad Puerto Principe. Nakon toga je zauzeo dobro utvrđeni grad Puerto Bello u današnjoj državi Panami. Rečeno je da su Morganovi ljudi pritom koristili zarobljene Isusovce kao štit, da bi zauzeli treću, najteže osvojivu gradsku utvrdu. Guverner Paname je nastojao mirnim putem privoljeti napadače na odlazak i Morgan je konačno pristao napustiti grad uz plaćanje velike otkupnine. Ovi podvizi su daleko nadmašivali ovlasti koje je Morgan imao i bili su popraćeni užasnim okrutnostima ali guverner Jamajke je nastojao sve opravdati nužnošću da se Englezima daju slobodne ruke za napade na Španjolce gdje god je moguće. U Londonu, engleski Admiralitet je sve jednostavno zanemario a Morgan i njegovi ljudi su se vratili u Port Royal da proslave. Morgan je stečeni plijen iskoristio da kupi nekoliko plantaža šečerne trske na Jamajci.
Modyford je gotovo odmah povjerio Morganu još jednu ekspediciju protiv Španjolaca i on je nastavio pustošiti obalu Kube. Nedaleko Hispaniole 2.I.1669. Morganov admiralski brod Oxford je slučajno eksplodirao tijekom pijančevanja a Morgan i njegovi časnici su jedva izbjegli smrt. U ožujku je opljačkao Maracaibo u Venezueli koji je bio napušten kada je opažena njegova flota. Nakon toga je proveo nekoliko tjedana u Venezuelanskom naselju Gibraltara na jezeru Maracaibo mučeći bogate građane da bi mu otkrili gdje su sakrili gradsko blago.
Vraćajući se u Maracaibo Morgan je zatekao na izlazu iz jezera tri španjolska ratna broda koja su ga čekala no zarobio ih je ili uništio. Prikupio je prilično mnogo blaga kao otkupninu zbog napuštanja grada i konačno dovitljivim zavaravanjem i napadom na utvrdu, što je uvjerilo španjolskog guvenera da povuče svoje topove, probio se na sigurnost otvorenog mora. Na povratku na Jamajku ponovno je opomenut od Modyforda ali ne i kažnjen. Morgan je stečeni novac iskoristio da kupi još zemlje.
Španjolci su se sa svoje strane jednako ponašali i Morgan je ponovno ovlašten, kao zapovjednik svih ratnih brodova Jamajke, da vodi rat sa Španjolcima, uništava njihove brodove i gradove, plijen stečen u pohodima bio mu je jedina plaća. Prema tome, Morgan i njegovi ljudi su bili gusari, ne pirati. Nakon razaranja obale Kube i dijelova kontinenta odlučio je povesti ekspediciju na grad Panamu na obali Tihog Oceana.

### Vrhunac uspjeha, Panama
15. prosinca 1670. ponovno je oteo Španjolcima Santa Catalinu a 27. prosinca zauzeo je tvrđavu Chagres pobivši 300 vojnika garnizona. Nakon toga je napustio brodove i čamcima krenuo uzvodno rijekom Chagres. S 1400 ljudi krenuo je jednim od najmočvarnijih područja u Srednje Amerike. Njegov ambiciozni plan je bio; pješaćenjem priječi kontinent i koristeći učinak iznenađenja napasti Španjolce koji ih ondje nisu očekivali (kao i Francis Drake 90 godina ranije). Kada su se njegovi ljudi konačno pojavili pred Panamom bili su iscrpljeni i umorni.
18. siječnja 1671. Morgan je otkrio da Panamá ima 1500 pješaka i konjanika. Podjelio je svoje snage i poslao jednu kolonu kroz šumu da izbije pred gradske zidine i ondje se ukopa. Vidjevši Engleze, španjolski vojnici su izašli iz grada namjeravajući ih pregaziti no bukanirski strijelci su pušćanom vatrom obarali Španjolce. Istodobno je druga gusarska kolona udarila Španjolcima s boka i potpuno ih uništila. Nakon skupljanja plijena koji je premašivao stotinu tisuća funti spalili su grad i pobili sve preostale stanovnike koji nisu na vrijeme pobjegli počinivši najveće zvjerstvo koje su engleski gusari ikada počinili. No to nikada nije dokazano, neki kažu da su španjolski vojnici u bijegu sami zapalili grad, znajući da ne mogu pobijediti a ne želeći Morganu ništa ostaviti.

### Gubitak Engleske potpore
No s obzirom na to da je pljačkanjem Paname povrijedio mirovni ugovor između Španjolske i Engleske, Morgan je uhićen pod optužbom za piratstvo i sproveden u Englesku 1672. Dokazao je da u trenutku napada nije znao za mirovni ugovor i 1675. proglašen je vitezom prije nego što je vraćen na Jamajku da bi preuzeo dužnost zamjenika guvernera. 
1681. tada već guverner Morgan je pao u nemilost engleskog kralja Karla II. koji je namjeravao oslabiti poluautonomno Vijeće Jamajke i zamijenjen je dugogodišnjim političkim suparnikom Thomasom Lynchom. Dobio je na težini i zadobio je glas pijanog grubijana.

### Umirovljenje i smrt
1683. Morgan je isključen iz Vijeća Jamajke zbog podvala guvernera Lyncha. U isto vrijeme izvješća o Morganovim gusarskim pothvatima su izašla u knjizi De Americaensche Zee-Rovers (nizozemski Povijest Bukanira Amerike). Ne želeći takvu vrst "reklame" Morgan je podigao tužbu protiv izdavača knjige i na sudskom procesu dobio odštetu od 200 funti. Nakon što je Thomas Lynch umro 1684., njegov prijatelj Christopher Monck imenuje upravu i organizira obustavu Morganova nesudjelovanja u vijeću Jamajke 1688. Morganovo zdravlje je propadalo još od 1681. U Londonu mu je dijagnosticirana tuberkuloza i umro je 25.9.1688. Moguće je da je to bilo uzrokovano pretjeranim opijanjem.

## Ostavština i legende
Uz Francisa Drakea, Morgan je zapamćen kao jedan od najuspješnijih engleskih gusara. Također, bio je jedan od rijetkih morskih razbojnika koji su znali vrijeme kada se na miru povući iz "posla" s prikupljenim bogatstvom.
Po Henryju Morganu je prozvana jedna vrsta ruma, koja se danas proizvodi na Jamajci; Kapetan Morgan.
Jedna istarska legenda kaže da je Morgan za vrijeme posljednjeg boravka u Engleskoj otplovio kako bi sakrio svoje blago te da ga je zakopao u gradu Dvigradu u Limskom kanalu u Istri. Navodno je obližnje selo Mrgani prije nosilo naziv Morgani te mu je utemeljitelj bio sam Morgan po kojem je i dobilo ime. U glavnoj ulozi u istarskoj legendi glumi ga Antonio Jakupčević.

## U popularnoj kulturi
- U filmu Crni labud iz 1942., Henry Morgan je jedan od glavnih likova. Glumi ga Laird Cregar. Radnja filma je utemeljena na Morganovim pokušajima da okonča piratstvo na Jamajci nakon povratka iz Engleske 1675.

- U filmskom serijalu Pirati s Kariba, Morgan je jedan od tvoraca "Piratskog Kodeksa". Također se pojavljuje u istoimenom strip serijalu kao duh gdje pomaže kapetanu Jacku Sparrowu poraziti njegovu bivšu posadu. U književnom serijalu Pirati s Kariba: Legende o Bratskom dvoru Morgan se počne baviti alkemijom, otkrije tajnu besmrtnosti, i živi preko sto godina. Do 1730-ih postaje poznat kao "Vladar sjena" te pokušava zavladati svijetom, u čemu ga spriječe Jack Sparrow i ostali Piratski vladari Bratskog dvora.

- U romanu Crni gusar talijanskog romanopisca Emilija Slagarija, Morgan započinje svoju karijeru kao zamjenik Crnog gusara, savojskog plemića koji postaje odmetnik kako bi osvetio braću ubijenu od jednog izdajnika. U nastavku, Kraljica Kariba, Crni gusar bude zarobljen od Španjolaca i Morgan vodi njegov brod Munju u napad na španjolski brod. Španjolski brod eksplodira pri čemu Munja bude teško oštećena a Crni gusar nestaje u moru. Morgan preživljava i uspije odvesti brod na sigurno te postaje vođa bukanira. U trećem dijelu serijala, Morgan ženi Yolandu, kćer Crnog gusara.

- U belgijskom stripu Riđobradi, Morgan sakriva svoje basnoslovno blago na Mrtvačevom otoku u blizini Rta Horn na krajnjem jugu Južne Amerike. Kasnije u borbi bude smrtno ranjen i naređuje svojoj posadi da napusti njegov brod Bloodhunt, dok se on privezuje za kormilo i umire. Bloodhunt sljedećih 40 godina luta morima s Morganovim truplom za kormilom sve dok u jednoj oluji 1730-ih, ne susretne Crnog sokola, brod pirata Riđobradog i sudari se s njim. Tijekom sudara, stari i istrunuli Bloodhunt bude teško oštećen te počne tonuti ali Riđobradi uspijeva uzeti brodski dnevnik i s Morganovog kostura skinuti kartu koja vodi do blaga te se spasiti s tonuće olupine.

## Vanjske poveznice
- Gusar Sir Henry Morgan
- Welški bukanir Henry Morgan
- Morganovo blago u Istri?